# Montlognon
Montlognon é uma comuna francesa na região administrativa de Altos da França, no departamento de Oise. Estende-se por uma área de 5.24 km². Em 2010 a comuna tinha 210 habitantes (densidade: 40,1 hab./km²).